# 綠箭宇宙
綠箭宇宙（英語：Arrowverse）是一個改編自DC漫畫的美國超級英雄影集系列，節目主要於CW電視台上播映。綠箭宇宙最早影集是2012年《綠箭俠》開始，後來衍生多部超級英雄影集共存於綠箭宇宙。影集有時亦會與其他電視台的DC電視節目或角色進行跨界合作，例如：NBC的《康斯坦汀》曾在第四季《綠箭俠》中客串； 以及閃電俠在CBS的《女超人》出現。

## 電視劇
| 劇集         | 季數 | 集数   | 集数   | 首播日期       | 首播日期      | 節目統籌                                                       |
| 劇集         | 季數 | 集数   | 集数   | 首映           | 季终          | 節目統籌                                                       |
| ------------ | ---- | ------ | ------ | -------------- | ------------- | -------------------------------------------------------------- |
| 《綠箭俠》   | 1    | 23     | 23     | 2012年10月10日 | 2013年5月15日 | 葛瑞格·貝蘭提、安德魯·克雷斯伯格和馬克·古根海姆                |
| 《綠箭俠》   | 2    | 23     | 23     | 2013年10月9日  | 2014年5月14日 | 葛瑞格·貝蘭提、安德魯·克雷斯伯格和馬克·古根海姆                |
| 《綠箭俠》   | 3    | 23     | 23     | 2014年10月8日  | 2015年5月13日 | 馬克·古根海姆                                                  |
| 《綠箭俠》   | 4    | 23     | 23     | 2015年10月7日  | 2016年5月25日 | 溫迪·梅蕊蔻和馬克·古根海姆                                     |
| 《綠箭俠》   | 5    | 23     | 23     | 2016年10月5日  | 2017年5月24日 | 溫迪·梅蕊蔻和馬克·古根海姆                                     |
| 《綠箭俠》   | 6    | 23     | 23     | 2017年10月12日 | 2018年5月17日 | 溫迪·梅蕊蔻和馬克·古根海姆                                     |
| 《綠箭俠》   | 7    | 22     | 22     | 2018年10月15日 | 2019年5月13日 | 貝絲·施瓦茨                                                    |
| 《綠箭俠》   | 8    | 10     | 10     | 2019年10月15日 | 2020年1月28日 | 馬克·古根海姆和貝絲·施瓦茨                                     |
| 《閃電俠》   | 1    | 23     | 23     | 2014年10月7日  | 2015年5月19日 | 安德魯·克雷斯伯格                                              |
| 《閃電俠》   | 2    | 23     | 23     | 2015年10月6日  | 2016年5月24日 | 安德魯·克雷斯伯格和加布里埃爾·史丹頓及亞倫·赫爾賓和托德·赫爾賓 |
| 《閃電俠》   | 3    | 23     | 23     | 2016年10月4日  | 2017年5月23日 | 亞倫·赫爾賓和托德·赫爾賓及安德魯·克雷斯伯格                    |
| 《閃電俠》   | 4    | 23     | 23     | 2017年10月10日 | 2018年5月22日 | 安德魯·克雷斯伯格和托德·赫爾賓                                 |
| 《閃電俠》   | 5    | 22     | 22     | 2018年10月9日  | 2019年5月14日 | 托德·赫爾賓                                                    |
| 《閃電俠》   | 6    | 19     | 19     | 2019年10月8日  | 2020年5月12日 | 艾瑞克·華萊士                                                  |
| 《閃電俠》   | 7    | 18     | 18     | 2021年3月2日   | 2021年7月20日 | 艾瑞克·華萊士                                                  |
| 《閃電俠》   | 8    | 20     | 20     | 2021年11月16日 | 2022年6月29日 | 艾瑞克·華萊士                                                  |
| 《閃電俠》   | 9    | 13     | 13     | 2023年2月8日   | 2023年5月24日 | 艾瑞克·華萊士                                                  |
| 《女超人》   | 1    | 20     | 20     | 2015年10月26日 | 2016年4月18日 | 葛瑞格·貝蘭提、艾莉·安德勒、莎拉・謝克特和安德魯·克雷斯伯格    |
| 《女超人》   | 2    | 22     | 22     | 2016年10月10日 | 2017年5月22日 | 葛瑞格·貝蘭提、艾莉·安德勒、莎拉・謝克特和安德魯·克雷斯伯格    |
| 《女超人》   | 3    | 23     | 23     | 2017年10月9日  | 2018年6月18日 | 安德魯·克雷斯伯格、潔西卡·奎勒和羅伯特·羅夫諾                  |
| 《女超人》   | 4    | 22     | 22     | 2018年10月14日 | 2019年5月19日 | 潔西卡·奎勒和羅伯特·羅夫諾                                     |
| 《女超人》   | 5    | 19     | 19     | 2019年10月6日  | 2020年5月17日 | 潔西卡·奎勒和羅伯特·羅夫諾                                     |
| 《女超人》   | 6    | 20     | 20     | 2021年3月30日  | 2021年11月9日 | 潔西卡·奎勒和羅伯特·羅夫諾                                     |
| 《明日傳奇》 | 1    | 16     | 16     | 2016年1月21日  | 2016年5月19日 | 菲爾·克默和克里斯·菲達克                                       |
| 《明日傳奇》 | 2    | 17     | 17     | 2016年10月13日 | 2017年4月4日  | 菲爾·克默和克里斯·菲達克                                       |
| 《明日傳奇》 | 3    | 18     | 18     | 2017年10月10日 | 2018年4月9日  | 菲爾·克默和馬克·古根海姆                                       |
| 《明日傳奇》 | 4    | 16     | 16     | 2018年10月22日 | 2019年5月20日 | 菲爾·克默和寇多·史蜜茲                                         |
| 《明日傳奇》 | 5    | 14(+1) | 14(+1) | 2020年1月21日  | 2020年6月2日  | 菲爾·克默和寇多·史蜜茲                                         |
| 《明日傳奇》 | 6    | 15     | 15     | 2021年5月2日   | 2021年9月5日  | 菲爾·克默和寇多·史蜜茲                                         |
| 《明日傳奇》 | 7    | 13     | 13     | 2021年10月13日 | 2022年3月2日  | 菲爾·克默和寇多·史蜜茲                                         |
| 《黑閃電》   | 1    | 13     | 13     | 2018年1月16日  | 2018年4月17日 | 薩利姆·阿基爾                                                  |
| 《黑閃電》   | 2    | 16     | 16     | 2018年10月9日  | 2019年3月18日 | 薩利姆·阿基爾                                                  |
| 《黑閃電》   | 3    | 16     | 16     | 2019年10月7日  | 2020年3月9日  | 薩利姆·阿基爾                                                  |
| 《黑閃電》   | 4    | 13     | 13     | 2021年2月8日   | 2021年5月24日 | 薩利姆·阿基爾                                                  |
| 《蝙蝠女俠》 | 1    | 20     | 20     | 2019年10月6日  | 2020年5月17日 | 卡洛琳·德萊斯                                                  |
| 《蝙蝠女俠》 | 2    | 18     | 18     | 2021年1月17日  | 2021年6月27日 | 卡洛琳·德萊斯                                                  |
| 《蝙蝠女俠》 | 3    | 13     | 13     | 2021年10月13日 | 2022年3月2日  | 卡洛琳·德萊斯                                                  |

### 《綠箭俠》（2012–2020）
故事敘述昆氏企業總裁之子奧利佛·奎恩原本是位玩世不恭的花花公子，後來獨自在海難中存活下來。他在孤島上生存了五年，回國後為了完成父親的遺願，而變裝成「綠箭俠」在斯塔林城（Starling City）打擊犯罪。

### 《閃電俠》（2014–2023）
閃電俠第一次出現在《綠箭俠》第二季第8集，但他當時只是一個中央市警局的鑑識員，並未有超能力。後來衍生出獨立電視劇，講述主角貝瑞·艾倫在一次化學爆炸意外中獲得了高速移動的超能力，艾倫並開始化身為超級英雄「閃電俠」為中央城（Central City）打擊犯罪。

### 《女超人》（2015–2021）
在卡拉·佐·艾爾13歲時，與堂弟凱·艾爾在氪星毀滅時被家人一同被送到地球，然而卻不小心掉進幻影空間而沉睡了多年才抵達地球。卡拉迫降醒來後發現堂弟凱早已成為了鼎鼎大名的「超人」，因此在成長階段隱藏了自己的能力。現今24歲的卡拉，意識到自己所居住的國際城（National City）需要她的保護，因此化身為「女超人」開始打擊犯罪，守護城市。
《女超人》2015年由CBS首播，第二季後加入CW電視台行列。第一季設定沿用。在《女超人》第一季第18集中，女超人遇到從平行宇宙中穿越至國際城的「閃電俠」貝瑞·艾倫。閃電俠協助女超人對付銀女妖和電女郎，以換取她的幫助返回自己的宇宙。在第二季第8集末段（亦為閃電俠第三季第8集），貝瑞·艾倫與西斯科穿越到了國際城尋求協助，此集開啟綠箭宇宙的首度集結。第二季轉CW電視劇正式加入綠箭宇宙，並將世界觀設定為地球38。

### 《明日傳奇》（2016–2022）
時間領主里普·亨特在未來看到了大危機，於是決定回到過去，組合一支英雄及反派合作的隊伍，從起源阻止事件。

### 《黑閃電》（2018–2021）
傑弗森·皮爾斯從自己扮演的超級英雄人物「黑閃電」退役後，因在看到了他對家人的影響後，而被迫再次成為英雄；與此同時，地方犯罪組織「100」的崛起而使該地的治安逐漸惡化...

### 《蝙蝠女俠》（2019–2022）
蝙蝠俠消失三年後的高譚市充滿罪惡氣息，蝙蝠俠表妹凱特·凱恩決定出來打擊犯罪。

## 動畫
| 劇集               | 季數 | 集数 | 集数 | 上線日期       | 上線日期       | 節目統籌                                        |
| 劇集               | 季數 | 集数 | 集数 | 首映           | 季终           | 節目統籌                                        |
| ------------------ | ---- | ---- | ---- | -------------- | -------------- | ----------------------------------------------- |
| 《雌狐》           | 1    | 6    | 6    | 2015年8月25日  | 2015年9月29日  | 葛瑞格·貝蘭提、馬克·古根海姆和安德魯·克雷斯伯格 |
| 《雌狐》           | 2    | 6    | 6    | 2016年10月13日 | 2016年11月18日 | 葛瑞格·貝蘭提、馬克·古根海姆和安德魯·克雷斯伯格 |
| 《自由戰士：射線》 | 1    | 6    | 6    | 2017年12月8日  | 2017年12月8日  | 葛瑞格·貝蘭提和馬克·古根海姆                    |
| 《自由戰士：射線》 | 2    | 6    | 6    | 2018年7月18日  | 2018年7月18日  | 葛瑞格·貝蘭提和馬克·古根海姆                    |

### 《雌狐》（2015–2016）
講述瑪莉·麥凱比擁有圖騰之力及認識綠箭俠及閃電俠的故事。第二季出現了其他圖騰之力的使用者，對於瑪莉的生活產生了威脅。瑪莉亦於《綠箭俠》第五季登場。此外，《明日傳奇》第二季中的1942年美國正義協會成員阿瑪亞是瑪莉的祖母。

### 《自由戰士：射線》（2017–2018）
講述「射線」Ray Terrill成為自由鬥士團隊及超級英雄的過程。時間線發生於地球X的危機之前。

## 擴展設定

### 連動集
CW電視台將綠箭宇宙旗下的影集集合大事件做為交叉集。
| 首播年度  | 大標題             | 劇名       | 綠箭俠 | 閃電俠 | 女超人 | 明日傳奇 | 蝙蝠女俠 |
| --------- | ------------------ | ---------- | --- | --- | --- | --- | --- |
| 2014      | 「閃電俠對綠箭俠」 | 季數/集數  | 第3季, 第8集 | 第1季, 第8集 | | | |
| 2014      | 「閃電俠對綠箭俠」 | 分集標題   | 「勇敢與大膽」 | 「閃電俠對決綠箭俠」 | | | |
| 2014      | 「閃電俠對綠箭俠」 | 連動集順序 | 第2部份 | 第1部份 | | | |
| 2014      | 「閃電俠對綠箭俠」 | 劇情簡介   | 綠箭俠團隊前往中心城請求閃電俠團隊分析殺害莎拉的凶器，同時協助閃電俠團隊對付彩虹大盜，卻反而導致閃電俠大戰綠俠。隨後，閃電俠團隊拜訪星城與綠箭俠團隊共同對付迴旋鏢隊長。                                                                     | 綠箭俠團隊前往中心城請求閃電俠團隊分析殺害莎拉的凶器，同時協助閃電俠團隊對付彩虹大盜，卻反而導致閃電俠大戰綠俠。隨後，閃電俠團隊拜訪星城與綠箭俠團隊共同對付迴旋鏢隊長。                                                                     | 綠箭俠團隊前往中心城請求閃電俠團隊分析殺害莎拉的凶器，同時協助閃電俠團隊對付彩虹大盜，卻反而導致閃電俠大戰綠俠。隨後，閃電俠團隊拜訪星城與綠箭俠團隊共同對付迴旋鏢隊長。                                                                     | 綠箭俠團隊前往中心城請求閃電俠團隊分析殺害莎拉的凶器，同時協助閃電俠團隊對付彩虹大盜，卻反而導致閃電俠大戰綠俠。隨後，閃電俠團隊拜訪星城與綠箭俠團隊共同對付迴旋鏢隊長。                                                                     | 綠箭俠團隊前往中心城請求閃電俠團隊分析殺害莎拉的凶器，同時協助閃電俠團隊對付彩虹大盜，卻反而導致閃電俠大戰綠俠。隨後，閃電俠團隊拜訪星城與綠箭俠團隊共同對付迴旋鏢隊長。                                                                     |
| 2015      | 「英雄聯手」       | 季數/集數  | 第4季, 第8集 | 第2季, 第8集 | | | |
| 2015      | 「英雄聯手」       | 分集標題   | 「昨日傳奇」 | 「今日傳奇」 | | | |
| 2015      | 「英雄聯手」       | 連動集順序 | 第2部份 | 第1部份 | | | |
| 2015      | 「英雄聯手」       | 劇情簡介   | 閃電俠團隊與綠箭俠團隊聯手對抗不死野人的襲擊，與鷹俠和鷹女並肩作戰。 | 閃電俠團隊與綠箭俠團隊聯手對抗不死野人的襲擊，與鷹俠和鷹女並肩作戰。 | 閃電俠團隊與綠箭俠團隊聯手對抗不死野人的襲擊，與鷹俠和鷹女並肩作戰。 | 閃電俠團隊與綠箭俠團隊聯手對抗不死野人的襲擊，與鷹俠和鷹女並肩作戰。 | 閃電俠團隊與綠箭俠團隊聯手對抗不死野人的襲擊，與鷹俠和鷹女並肩作戰。 |
| 2016      | 「入侵」           | 季數/集數  | 第5季, 第8集 | 第3季, 第8集 | | 第2季, 第7集 | |
| 2016      | 「入侵」           | 分集標題   | 「侵略!」 | 「侵略!」 | | 「侵略!」 | |
| 2016      | 「入侵」           | 連動集順序 | 第2部份 | 第1部份 | | 第3部份 | - |
| 2016      | 「入侵」           | 劇情簡介   | 為對付入侵1號地球的外星反派「支配者」，閃電俠聯繫了綠箭俠與明日傳奇團隊，更從38號地球找來超女組成英雄聯軍。連動集內容源自DC於80年代出版漫畫《侵略 (DC漫畫)》，科技先進的外星人支配者成立一支異族聯盟入侵地球，企圖消滅他們無法掌控的超人類。 | 為對付入侵1號地球的外星反派「支配者」，閃電俠聯繫了綠箭俠與明日傳奇團隊，更從38號地球找來超女組成英雄聯軍。連動集內容源自DC於80年代出版漫畫《侵略 (DC漫畫)》，科技先進的外星人支配者成立一支異族聯盟入侵地球，企圖消滅他們無法掌控的超人類。 | 為對付入侵1號地球的外星反派「支配者」，閃電俠聯繫了綠箭俠與明日傳奇團隊，更從38號地球找來超女組成英雄聯軍。連動集內容源自DC於80年代出版漫畫《侵略 (DC漫畫)》，科技先進的外星人支配者成立一支異族聯盟入侵地球，企圖消滅他們無法掌控的超人類。 | 為對付入侵1號地球的外星反派「支配者」，閃電俠聯繫了綠箭俠與明日傳奇團隊，更從38號地球找來超女組成英雄聯軍。連動集內容源自DC於80年代出版漫畫《侵略 (DC漫畫)》，科技先進的外星人支配者成立一支異族聯盟入侵地球，企圖消滅他們無法掌控的超人類。 | 為對付入侵1號地球的外星反派「支配者」，閃電俠聯繫了綠箭俠與明日傳奇團隊，更從38號地球找來超女組成英雄聯軍。連動集內容源自DC於80年代出版漫畫《侵略 (DC漫畫)》，科技先進的外星人支配者成立一支異族聯盟入侵地球，企圖消滅他們無法掌控的超人類。 |
| 2017      | 「二重奏」         | 季數/集數  | | 第3季, 第17集 | 第2季, 第16集 | | |
| 2017      | 「二重奏」         | 分集標題   | | 「二重唱」 | 「穿越星際」 | | |
| 2017      | 「二重奏」         | 連動集順序 | | 第2部份 | 第1部份 | | |
| 2017      | 「二重奏」         | 劇情簡介   | 超女受到高維度生物音樂大師的催眠而陷入夢境，超女團隊隨著線索到1號地球向閃電俠團隊求助，而閃電俠也意外被音樂大師催眠陷入同一個夢境。 | 超女受到高維度生物音樂大師的催眠而陷入夢境，超女團隊隨著線索到1號地球向閃電俠團隊求助，而閃電俠也意外被音樂大師催眠陷入同一個夢境。 | 超女受到高維度生物音樂大師的催眠而陷入夢境，超女團隊隨著線索到1號地球向閃電俠團隊求助，而閃電俠也意外被音樂大師催眠陷入同一個夢境。 | 超女受到高維度生物音樂大師的催眠而陷入夢境，超女團隊隨著線索到1號地球向閃電俠團隊求助，而閃電俠也意外被音樂大師催眠陷入同一個夢境。 | 超女受到高維度生物音樂大師的催眠而陷入夢境，超女團隊隨著線索到1號地球向閃電俠團隊求助，而閃電俠也意外被音樂大師催眠陷入同一個夢境。 |
| 2017      | 「地球X大危機」    | 季數/集數  | 第6季, 第8集 | 第4季, 第8集 | 第3季, 第8集 | 第3季, 第8集 | |
| 2017      | 「地球X大危機」    | 分集標題   | 「X號地球危機」 | 「X號地球危機」 | 「X號地球危機」 | 「X號地球危機」 | |
| 2017      | 「地球X大危機」    | 連動集順序 | 第2部份 | 第3部份 | 第1部份 | 第4部份 | |
| 2017      | 「地球X大危機」    | 劇情簡介   | 在眾親友與英雄們前來參加貝瑞與艾瑞絲的婚禮時，意外遭遇來自X號地球凌越女與暗箭俠所率領的納粹軍團襲擊，在過程中結識了自由戰士團隊的盟軍。 | 在眾親友與英雄們前來參加貝瑞與艾瑞絲的婚禮時，意外遭遇來自X號地球凌越女與暗箭俠所率領的納粹軍團襲擊，在過程中結識了自由戰士團隊的盟軍。 | 在眾親友與英雄們前來參加貝瑞與艾瑞絲的婚禮時，意外遭遇來自X號地球凌越女與暗箭俠所率領的納粹軍團襲擊，在過程中結識了自由戰士團隊的盟軍。 | 在眾親友與英雄們前來參加貝瑞與艾瑞絲的婚禮時，意外遭遇來自X號地球凌越女與暗箭俠所率領的納粹軍團襲擊，在過程中結識了自由戰士團隊的盟軍。 | 在眾親友與英雄們前來參加貝瑞與艾瑞絲的婚禮時，意外遭遇來自X號地球凌越女與暗箭俠所率領的納粹軍團襲擊，在過程中結識了自由戰士團隊的盟軍。 |
| 2018      | 「異世界」         | 季數/集數  | 第7季, 第9集 | 第5季, 第9集 | 第4季, 第9集 | | |
| 2018      | 「異世界」         | 分集標題   | 「異世界」 | 「異世界」 | 「異世界」 | | |
| 2018      | 「異世界」         | 連動集順序 | 第2部份 | 第1部份 | 第3部份 | | |
| 2018      | 「異世界」         | 劇情簡介   | 監視者為了對抗即將到來的無限地球危機，而在多元宇宙中找尋能通過試煉的英雄，而這場試煉卻導致貝瑞與奧利佛身份交換，為解決問題兩人與超女攜手前往高譚市解開謎題。                                                                                 | 監視者為了對抗即將到來的無限地球危機，而在多元宇宙中找尋能通過試煉的英雄，而這場試煉卻導致貝瑞與奧利佛身份交換，為解決問題兩人與超女攜手前往高譚市解開謎題。                                                                                 | 監視者為了對抗即將到來的無限地球危機，而在多元宇宙中找尋能通過試煉的英雄，而這場試煉卻導致貝瑞與奧利佛身份交換，為解決問題兩人與超女攜手前往高譚市解開謎題。                                                                                 | 監視者為了對抗即將到來的無限地球危機，而在多元宇宙中找尋能通過試煉的英雄，而這場試煉卻導致貝瑞與奧利佛身份交換，為解決問題兩人與超女攜手前往高譚市解開謎題。                                                                                 | 監視者為了對抗即將到來的無限地球危機，而在多元宇宙中找尋能通過試煉的英雄，而這場試煉卻導致貝瑞與奧利佛身份交換，為解決問題兩人與超女攜手前往高譚市解開謎題。                                                                                 |
| 2019-2020 | 「無限地球危機」   | 季數/集數  | 第8季, 第8集 | 第6季, 第9集 | 第5季, 第9集 | 第5季, 第0集 | 第1季, 第9集 |
| 2019-2020 | 「無限地球危機」   | 分集標題   | 「無限地球危機」 | 「無限地球危機」 | 「無限地球危機」 | 「無限地球危機」 | 「無限地球危機」 |
| 2019-2020 | 「無限地球危機」   | 連動集順序 | 第4部份 | 第3部份 | 第1部份 | 第5部份 | 第2部份 |
| 2019-2020 | 「無限地球危機」   | 劇情簡介   | 隨著反物質波的襲來，多元宇宙中的世界一個個消失，為阻止這場浩劫綠箭俠與閃電俠必須犧牲自己，監視者告知眾英雄需及時找到希望、命運、真實、勇氣、榮譽、愛、人性七位模範以阻止反監視者的計畫。                                                     | 隨著反物質波的襲來，多元宇宙中的世界一個個消失，為阻止這場浩劫綠箭俠與閃電俠必須犧牲自己，監視者告知眾英雄需及時找到希望、命運、真實、勇氣、榮譽、愛、人性七位模範以阻止反監視者的計畫。                                                     | 隨著反物質波的襲來，多元宇宙中的世界一個個消失，為阻止這場浩劫綠箭俠與閃電俠必須犧牲自己，監視者告知眾英雄需及時找到希望、命運、真實、勇氣、榮譽、愛、人性七位模範以阻止反監視者的計畫。                                                     | 隨著反物質波的襲來，多元宇宙中的世界一個個消失，為阻止這場浩劫綠箭俠與閃電俠必須犧牲自己，監視者告知眾英雄需及時找到希望、命運、真實、勇氣、榮譽、愛、人性七位模範以阻止反監視者的計畫。                                                     | 隨著反物質波的襲來，多元宇宙中的世界一個個消失，為阻止這場浩劫綠箭俠與閃電俠必須犧牲自己，監視者告知眾英雄需及時找到希望、命運、真實、勇氣、榮譽、愛、人性七位模範以阻止反監視者的計畫。                                                     |

#### 無限地球危機
2019年的跨界大事件「無限地球危機」將多個DC影視作品納入綠箭宇宙的多元宇宙之中。當中除了一些先前已在系列建立跨界互動的作品外，在 「無限地球危機」中新登場的作品包括：
- 《蝙蝠俠》（1966-1968年電視劇）：伯特·沃德回歸飾演年邁的迪克·格雷森。此世界在危機前的多元宇宙中被設定為地球66號。
- 《蝙蝠俠》（1989年電影）：羅伯特·烏爾回歸飾演亞歷山大·諾克斯。此世界在危機前的多元宇宙中被設定為地球89號。
- 《超人前传》（2001-2011年電視劇）：湯姆·威靈和埃莉卡·杜蘭斯回歸飾演克拉克·肯特（英语：Clark Kent (Smallville)）及露薏絲·蓮恩（英语：Clark Kent (Smallville)）。此世界在危機前的多元宇宙中被設定為地球167號。
- 《天堂獵鷹》（2002-2003年電視劇）：艾許莉·史考特（英语：Ashley Scott）回歸飾演「女獵手」海倫娜·凱爾（英语：Huntress (Helena Wayne)），黛娜·米亞則回歸聲演「神諭」芭芭拉·高登。此世界在危機前的多元宇宙中被設定為地球203號。
- 《超人再起》（2006年電影）：布蘭登·勞斯回歸飾演「超人」克拉克·肯特，角色同時改編自漫畫《天國降臨（英语：Kingdom Come (comics)）》的故事。此世界在危機前後的多元宇宙中均被設定為地球96號。
- 《綠光戰警》（2011年電影）：此世界在危機後的多元宇宙中被設定為地球12號。
- 《DC擴展宇宙》：伊薩·米勒回歸飾演「閃電俠」貝瑞·艾倫。
- 《路西法》（2016年開播電視劇）：湯姆·艾利斯回歸飾演路西法·晨星。此世界在危機前的多元宇宙中被設定為地球666號。
- 《泰坦》（2018年開播電視劇）：阿倫·瑞奇森、克蘭·華特斯（英语：Curran Walters）、蒂根·卡芙特、敏卡·凱利及安娜·迪奧普（英语：Anna Diop）分別飾演的「戰鷹」漢克·哈爾（英语：Hank Hall）、「羅賓」傑森·陶德、「酷姬」瑞秋·羅斯、「白鴿」棠恩·格蘭傑（英语：Dawn Granger）及「俏嬌娃」寇莉·安德斯以存檔片段登場。此世界在危機前後的多元宇宙中均被設定為地球9號。
- 《沼澤異形》（2019年電視劇）：德瑞克·米爾斯（英语：Derek Mears）以他所飾演的角色「沼澤異形」亞歷克·荷蘭登場。此世界在危機後的多元宇宙中被設定為地球19號。
- 《末日巡邏隊》（2019年開播電視劇）：黛安·格雷羅（英语：Diane Guerrero）、艾波兒·鮑比、喬伊萬·韋德（英语：Joivan Wade）、萊利·沙納漢及麥修·祖克分別飾演的「瘋狂珍」凱伊·查利斯（英语：Crazy Jane）、「彈力女俠」麗塔·法爾（英语：Elasti-Girl）、「鋼骨」維克多·史東、「機甲人」克里夫·史提爾（英语：Robotman (Cliff Steele)）及「底片人」賴瑞·崔納（英语：Negative Man）以存檔片段登場。此世界在危機後的多元宇宙中被設定為地球21號。
- 《逐星女》（2020年開播電視劇）：布蕾克·貝辛格（英语：Brec Bassinger）飾演的「逐星女」寇特妮·惠特莫爾（英语：Courtney Whitmore）首次亮相。同時登場的還有星條（英语：Pat Dugan）、伊薇特·蒙瑞爾（英语：Yvette Monreal）飾演的「野貓」尤蘭達·蒙特斯（英语：Wildcat (Yolanda Montez)）、安傑利卡·華盛頓（英语：Anjelika Washington）飾演的「午夜神醫」貝絲·查佩（英语：Doctor Mid-Nite），以及卡梅倫·蓋爾曼（英语：Cameron Gellman）飾演的「時俠」瑞克·泰勒（英语：Hourman (Rick Tyler)）。此世界在危機後的多元宇宙中被設定為地球2號。

### 《康斯坦汀：驅魔神探》
故事設定於天堂、地獄和人間共存的世界，分別存在著天使、惡魔和人類。一位掙扎於他的過去錯誤的神秘偵探和騙子約翰·康斯坦汀，有一天他被天使曼尼要求他協助應付一個即將到來的「黑暗崛起」，使得康斯坦汀試圖一邊協助曼尼、一邊保護人類免於惡魔的威脅。
在《綠箭俠》第四季第5集中，康斯坦汀以綠箭俠過去在煉獄島上的舊相識現身客串，以他獨特的魔法驅魔能力，幫助剛復活的「白金絲雀」莎拉·蘭斯復原靈魂。2018年出現於《明日傳奇》第三季客串；第四季加入主演行列。

### 《閃電俠》（1990年電視劇）
2018年的交叉集「異世界」登場，貝瑞所在的地球被定義為綠箭宇宙90號地球。

### 《超人與露易絲》
「超人」克拉克·肯特和妻子露易絲·蓮恩需要應對來自職場和子女的壓力與複雜事務。
影集雖是綠箭宇宙的一部分，但與該系列其他影集處於不同的架空世界和共同世界，原訂是和其他影集相同皆屬於主地球，為始源地球(Earth-Prime)的影集，但是從第二季開始更改設定為其他地球，編號為Earth-TUD25。

## 備註
1. ↑  《明日傳奇》第五季共製作播出15集，其中綠箭宇宙交叉集《無限地球危機》於2020年1月14日首播[30]，後續共14集的常規集於2020年1月21日開播[31][32]。
2. ↑  《自由戰士：射線》第二季以總時長30分鐘的特輯形式釋出。

## 資料來源
1. ↑  Burlingame, Russ. . Comicbook.com. 2013-01-15  [2017-01-20]. （原始内容存档于2013-09-22）.
2. ↑  Mitovich, Matt. . TVLine. 2013-04-23  [2017-01-20]. （原始内容存档于2015-03-03）.
3. ↑  Menza, Kaitlin. . OK! Magazine. 2014-05-14  [2017-01-20]. （原始内容存档于2017-02-02）.
4. ↑  Glick, Martin. . SciFiNow. 2013-09-18  [2017-01-20]. （原始内容存档于2017-02-02）.
5. ↑  Brownworth, Victoria A. . Pride. 2014-03-12  [2017-01-20]. （原始内容存档于2017-02-02）.
6. ↑  Nicholson, Max. . IGN. 2015-01-07  [2017-01-20]. （原始内容存档于2017-02-02）.
7. 1 2 3 4 5 6 7  Andreeva, Nellie. . Deadline Hollywood. 2018-04-17  [2018-04-17]. （原始内容存档于2018-06-19）.
8. ↑  Prudom, Laura. . IGN. 2019-03-06  [2019-03-06]. （原始内容存档于2019-03-07）.
9. ↑  Huver, Scott. . CBR. 2014-09-11  [2017-01-10]. （原始内容存档于2018-08-28）.
10. ↑  Abrams, Natalie. . Entertainment Weekly. 2015-09-10  [2017-01-20]. （原始内容存档于2017-02-04）.
11. ↑  Goldman, Eric. . IGN. 2015-10-02  [2017-01-20]. （原始内容存档于2016-09-27）.
12. ↑  H., Callum. . Melty. 2016-04-29  [2017-01-20]. （原始内容存档于2017-02-02）.
13. ↑  Topel, Fred. . Slash Film. 2016-10-06  [2016-12-02]. （原始内容存档于2016-12-20）.
14. ↑  Mitovich, Matt. . TVLine. 2016-12-01  [2016-12-01]. （原始内容存档于2016-12-02）.
15. ↑  Goldberg, Lesley. . The Hollywood Reporter. 2019-03-12  [2019-03-12]. （原始内容存档于2019-03-12）.
16. ↑  Slavin, Michael. . Discussing Film. 2020-09-12  [2020-09-17]. （原始内容存档于2020-09-12）.
17. ↑  Panabaker, Danielle [@dpanabaker]. . April 11, 2022  [April 13, 2022]. （原始内容存档于April 13, 2022） –Instagram.
18. ↑   (新闻稿). The CW. April 7, 2022 –The Futon Critic.
19. ↑  White, Peter. . Deadline Hollywood. May 19, 2022  [May 19, 2022]. （原始内容存档于2022-06-27）.
20. ↑  Andreeva, Nellie. . Deadline Hollywood. 2014-09-04  [2014-09-05]. （原始内容存档于2014-09-04）.
21. ↑  Goldberg, Lesley. . The Hollywood Reporter. 2015-02-26  [2015-02-26]. （原始内容存档于2015-02-27）.
22. ↑  Andreeva, Nellie. . Deadline Hollywood. 2017-06-16  [2017-06-17]. （原始内容存档于2018-09-11）.
23. ↑  Agard, Chancellor. . Entertainment Weekly. 2019-07-15  [2019-07-16]. （原始内容存档于2019-07-16）.
24. ↑  Palat, Lakshana. . Meaww. 2020-05-17  [2020-05-27]. （原始内容存档于2020-05-27）.
25. ↑  Andreeva, Nellie. . Deadline Hollywood. 2015-06-24  [2015-06-25]. （原始内容存档于2015-06-26）.
26. ↑  Andreeva, Nellie. . Deadline Hollywood. 2016-09-14  [2016-09-14]. （原始内容存档于2016-09-15）.
27. ↑  Mitovitch, Matt Webb; Gelman, Vlada. . TV Line. 2018-10-14  [2018-10-17]. （原始内容存档于2018-10-15）.
28. ↑  Mitovich, Matt Webb. . TVLine. 2019-05-20  [2019-05-21]. （原始内容存档于2019-05-21）.
29. ↑  Miller, Liz Shannon. . Fandom. 2020-02-19  [2020-05-17]. （原始内容存档于2020-05-17）.
30. ↑  Mitovitch, Matt Webb. . TVLine. 2019-08-04  [2019-08-04]. （原始内容存档于2019-08-04）.
31. ↑  Petski, Denise. . Deadline Hollywood. 2019-11-08  [2019-11-08]. （原始内容存档于2019-11-09）.
32. ↑  Keto Shimizu [@ketomizu].  (推文). 2020-01-17 –Twitter.
33. ↑  Legends of Tomorrow Writers Room [@LoTWritersRoom].  (推文). 2021-12-04  [2021-12-10] –Twitter.
34. ↑  Andreeva, Nellie. . Deadline Hollywood. 2017-05-10  [2017-05-11]. （原始内容存档于2019-04-20）.
35. ↑  Agard, Chancellor. . Entertainment Weekly. 2018-07-17  [2018-07-17]. （原始内容存档于2018-07-17）.
36. ↑  Anderson, Jenna. . Comicbook.com. 2020-09-03  [2020-09-04]. （原始内容存档于2020-09-04）.
37. ↑  Roots, Laura. . Prudom. 2016-01-21  [2018-07-20]. （原始内容存档于2018-06-11）.
38. ↑  Roots, Kimberly. . TVLine. 2016-08-11  [2016-11-30]. （原始内容存档于2016-12-01）.
39. ↑  
約翰迪格爾為綠光戰警？CW綠箭宇宙交叉集「異世界」曝玄機 （页面存档备份，存于） 2018-12-11 DramaQueen電視迷
40. ↑  Otterson, Joe. . Variety. 2019-10-28  [2020-11-17]. （原始内容存档于2021-04-24）.